# Konstantia av Aragonien (drottning av Mallorca)
Konstantia av Aragonien, född 1318, död 1346, var drottning av Mallorca 1336-1344, gift med kung Jakob III av Mallorca. 
Äktenskapet arrangerades för att säkra fred mellan Aragonien och Mallorca. Vigseln ägde rum i Perpignan 24 september 1336. Paret fick två överlevande barn. 1344 annekterade hennes bror kungariket Mallorca. Konstantia och hennes make bosatte sig då i Mallorcas franska besittning. Hon avled i Montpellier.